# Grande Traversière
Grande Traversière – szczyt w Alpach Graickich, części Alp Zachodnich. Leży w północnych Włosech w regionie Valle d'Aposta. Należy do masywu Mont Blanc. Szczyt można zdobyć ze schronisk Rifugio Gian Federico Benevolo (2287 m) lub Rifugio Bezzi (2284 m).
Pierwszego wejścia dokonali William Coolidge i Christian Almer 24 sierpnia 1885 r.